# Aner Shalev
Aner Shalev (Kibbutz Kinneret, 24 gennaio 1958) è un matematico e scrittore israeliano.

## Biografia
Ha studiato filosofia e matematica all'Università Ebraica di Gerusalemme e nel 1988 ha ricevuto un Doctor of Philosophy in matematica. Ha fatto un postdottorato a Oxford e nel 1992 è entrato nell'Einstein Institute of Mathematics dell'Università Ebraica di Gerusalemme, dove è professore ordinario dal 1998.
Ha scritto due raccolte di racconti, la prima ha vinto l'Harry Harshon Prize nel 1985, e un romanzo, pubblicato in Italia da edizioni e/o nel 2007 con il titolo Dove finisce New York.

## Opere
- Opus 1 (Opus Ehad) 1988
- Overtures (Sipurei Ptichot), 1996
- Dove finisce New York (Ha-Chomer Ha-Afel - Dark Matters), 2004